# Loza Maléombho
Pour les articles homonymes, voir Maleombho.
Loza Maléombho, née en 1985, est une styliste de mode et une créatrice ivoirienne.

## Biographie
Elle naît en 1985 au Brésil, de parents ivoiriens et centrafricains. Elle grandit entre Abidjan, en Côte d'Ivoire et  Silver Spring, dans le Maryland (aux États-Unis). Vers 13 ans, elle commence à s'intéresser à la mode, et dessine des créations pour sa mère, ses tantes et ses propres uniformes scolaires. 
Elle pratique le taekwondo, remportant la médaille de bronze dans la catégorie des moins de 51 kg des championnats d'Afrique 1998 à Nairobi.
En 2006, elle fait des études d'infographie à l'université des arts de Philadelphie. Afin d'acquérir plus d'expérience dans le domaine de la mode, elle déménage ensuite à New York, où elle fait un stage pour les designers Jill Stuarts (en), Yigal Azrouel (en) et Cynthia Rowley (en). En 2009, elle lance son propre label de prêt-à-porter et d’accessoires, établissant son entreprise à New York. Trois ans plus tard, elle installe le siège social de sa société en Côte d'Ivoire, à Abidjan, dans le quartier du Plateau. Elle se fait également connaître par une série de portraits photographiques sur le thème de la femme africaine, Alien Edits, publiés dans Instagram,,,,. 
En février 2015, Solange Knowles la met en avant dans la série Black Designer Spotlight avec dix autres artistes indépendants. La chanteuse Beyoncé (sœur de Solange Knowles) porte une de ses créations dans le clip de son titre Formation (dans l'album Lemonade),,.
Elle manie des formes traditionnelles mais aussi originales, et joue avec les couleurs, reflet de son parcours cosmopolite, et notamment de ce Brésil où elle est née, du New York de ces débuts, et de l'Afrique de l'Ouest,.